# Stenodyneriellus rufinodus
Stenodyneriellus rufinodus är en stekelart som beskrevs av Giordani Soika 1995. Stenodyneriellus rufinodus ingår i släktet Stenodyneriellus och familjen Eumenidae. Inga underarter finns listade i Catalogue of Life.